# Andrea Piardi
Andrea Piardi, né le 8 août 1992 à Brescia (Italie), est un arbitre international italien de rugby à XV. Il est le premier Italien à avoir officié dans le Tournoi des Six Nations ainsi que dans le Rugby Championship.

## Biographie
Andrea Piardi arbitre pour la première fois un match du Pro14 le 15 février 2019 (victoire 43 à 0 du Munster contre les Southern Kings à Musgrave Park).
En février 2021, il est arbitre de touche lors de la rencontre du Tournoi des Six Nations opposant l'Écosse au pays de Galles.
En 2023, il est sélectionné pour participer à la Coupe du monde en tant que juge de touche. Il officie lors de six matchs de poule ainsi que lors du quart de finale entre le pays de Galles et l'Argentine (victoire des Argentins 17 à 29).
Le 24 février 2024, en dirigeant le match entre l'Irlande et le pays de Galles à Dublin, il devient le premier arbitre italien à officier en tant qu'arbitre principal dans le Tournoi des Six Nations (victoire 31 à 7 des Irlandais à l'Aviva Stadium),,. La même année, le 17 août, il dirige les acteurs de la rencontre opposant la Nouvelle-Zélande à l'Argentine (victoire des All Blacks 42 à 10) dans le Rugby Championship, devenant le premier Italien à officier dans la compétition.